# ハリー・エン
ハリー・エン（Harry Eng, 1932年 - 1996年）はアメリカの不可能ボトルの製作者である。本職は教師及び教育コンサルタントであり、投資家で手品師でもあった。
生前600～700の不可能ボトルを作り上げたと言われており、大半は収集家によってコレクションされている。彼の死により製法が分からなくなったものもあるが、現在でも愛好家によって同様のものが作られている。
ロンドンに滞在中、飲み終わったワインボトルに綴じ込み型のマッチ箱、メニュー表、中身入りのトランプを入れたものを製作した際に「使ったものは鉛筆と輪ゴムだけ」とその作成方法に関して触れている。

## 作品
『悪魔のパズル』に紹介されているものを例としてあげる。
- ステンレス製のスプーン
- めがね
- テニスシューズとボール
- トランプ1セットと南京錠
- ゴルフボール

本人によれば鋼球をビンに入れたこともあるが、完成直後に落として割ってしまったという。